# Ángel Jesús Mejías
Ángel Jesús Mejías Rodríguez (Tembleque, 1º marzo 1959) è un ex calciatore spagnolo, di ruolo portiere.

## Palmarès

### Club

#### Competizioni nazionali
- Coppa di Spagna: 3

Atlético Madrid: 1985; 1991; 1992
- Supercoppa di Spagna: 1

Atletico Madrid: 1985